# Pasirnanjung
Pasirnanjung is een bestuurslaag in het regentschap Sumedang van de provincie West-Java, Indonesië. Pasirnanjung telt 6903 inwoners (volkstelling 2010).